# Patricio D'Amico
Pour les articles homonymes, voir D'Amico.
Patricio Martin D'Amico, né le 10 février 1975 à Buenos Aires, est un footballeur professionnel italo-argentin. Il commence sa carrière en 1994 et la termine en 2012. 
Il devient entraîneur du CD Maldonado en 2012. Il a un frère jumeau, Fernando, qui a également été footballeur professionnel.

## Biographie
Patricio D'Amico évolue tout d'abord dans son pays natal au Club Atlético All Boys de 1994 à 1997. Son frère Fernando joue avec lui durant la première saison. Après une saison au Racing Club de Avellaneda puis une autre à Quilmes, D'Amico rejoint l'Europe avec son frère et signe à Badajoz en Espagne en 1998.
De retour dans son pays natal un an plus tard, il reste une saison à Belgrano avant de rejoindre la France et le FC Metz en 2000. Prêté un an à l'ES Wasquehal en division 2, il réintègre le FC Metz et y reste un an participant à la montée en ligue avant de voir son contrat non reconduit.
En janvier 2004, D'Amico signe à Châteauroux. Après son passage castelroussin, où il participe à l'une des meilleures époque du club arrivant en finale de Coupe de France, D'Amico rejoint l'Italie en 2005 en s'engageant à l'AC Legnano. Après trois ans dans ce club, obtenant avec ses coéquipiers le titre de champion de la série C, il évolue deux ans à l'AC Pavie puis termine sa carrière à l'AC Voghera.
En 2012, D'Amico devient l'entraîneur du club uruguayen du CD Maldonado.
En 2021, il fait partie du staff de Jorge Sampaoli à l'Olympique de Marseille. Il devient plus tard la même année l'entraineur de l'US Ivry, en région parisienne.
Lors de la saison 2022-2023, il suit au CNF Clairefontaine la formation au DESJEPS mention football.
Aujourd’hui Patricio est devenu le cadre technique départemental Parisien représentant la ligue parisienne de football FFF.

## Statistiques
| Saison                | Club                  | Championnat           | Championnat | Championnat | Coupe nationale | Coupe nationale | Coupe de la Ligue | Coupe de la Ligue | Compétition(s) continentale(s) | Compétition(s) continentale(s) | Compétition(s) continentale(s) | Total | Total |
| Saison                | Club                  | Division              | M.          | B.          | M.              | B.              | M.                | B.                | Comp.                          | M.                             | B.                             | M.    | B.    |
| 1994-1995             | All Boys              | B Nacional            | 49          | 8           | -               | -               | -                 | -                 | -                              | -                              | -                              | 49    | 8     |
| 1995-1996             | All Boys              | B Nacional            | 61          | 12          | -               | -               | -                 | -                 | -                              | -                              | -                              | 61    | 12    |
| 1996-1997             | Racing Club           | Primera División      | 13          | 0           | -               | -               | -                 | -                 | -                              | -                              | -                              | 13    | 0     |
| 1997-1998             | Quilmes               | B Nacional            | 32          | 9           | -               | -               | -                 | -                 | -                              | -                              | -                              | 32    | 9     |
| 1998-1999             | Badajoz               | Segunda División      | 25          | 2           | 1               | 0               | -                 | -                 | -                              | -                              | -                              | 26    | 2     |
| 1999-2000             | Belgrano              | Primera División      | 2           | 0           | -               | -               | -                 | -                 | -                              | -                              | -                              | 2     | 0     |
| 2000-2001             | FC Metz               | Division 1            | 9           | 0           | 1               | 0               | -                 | -                 | -                              | -                              | -                              | 10    | 0     |
| 2001-2002             | ES Wasquehal          | Division 2            | 26          | 6           | -               | -               | -                 | -                 | -                              | -                              | -                              | 26    | 6     |
| 2002-2003             | FC Metz               | Ligue 2               | 24          | 1           | 7               | 0               | -                 | -                 | -                              | -                              | -                              | 31    | 1     |
| 2003-2004             | Châteauroux           | Ligue 2               | 10          | 0           | 3               | 0               | -                 | -                 | -                              | -                              | -                              | 13    | 0     |
| 2004-2005             | Châteauroux           | Ligue 2               | 23          | 1           | 2               | 0               | -                 | -                 | C3                             | 1                              | 0                              | 26    | 1     |
| 2005-2006             | AC Legnano            | Série C2              | 30          | 1           | -               | -               | -                 | -                 | -                              | -                              | -                              | 30    | 1     |
| 2006-2007             | AC Legnano            | Série C2              | 27          | 0           | -               | -               | -                 | -                 | -                              | -                              | -                              | 27    | 0     |
| 2007-2008             | AC Legnano            | Série C1              | 24          | 1           | -               | -               | -                 | -                 | -                              | -                              | -                              | 24    | 1     |
| 2008-2009             | AC Pavie              | Série C2              | 25          | 1           | -               | -               | -                 | -                 | -                              | -                              | -                              | 25    | 1     |
| 2009-2010             | AC Pavie              | Série C2              | 32          | 2           | -               | -               | -                 | -                 | -                              | -                              | -                              | 32    | 2     |
| 2010-2011             | AC Voghera            | Série D               | 31          | 3           | -               | -               | -                 | -                 | -                              | -                              | -                              | 31    | 3     |
| 2011-2012             | AC Voghera            | Série D               | 33          | 1           | -               | -               | -                 | -                 | -                              | -                              | -                              | 33    | 1     |
| Total sur la carrière | Total sur la carrière | Total sur la carrière | 476         | 48          | 14              | 0               | -                 | -                 | -                              | 1                              | 0                              | 491   | 48    |